# Domicyl
Domicyl (łac. domicilium „miejsce zamieszkania”) – stałe miejsce zamieszkania osoby fizycznej lub siedziba osoby prawnej. Może oznaczać również stałe miejsce dopełniania zobowiązań finansowych. W prawie międzynarodowym prywatnym jeden z łączników wskazujących, jakie prawo należy zastosować dla oceny spornego stosunku. Pojęcie domicylu jest również obecne w prawie konstytucyjnym wielu państw. Przykładem może być wymóg domicylu (minimum 14 lat) w stosunku do kandydata na urząd Prezydenta USA. 
W polskim prawie wekslowym domicyl oznacza miejsce (miejscowość), w którym weksel jest płatny (art. 37 ustawy z dnia 28 kwietnia 1936 r. Prawo wekslowe).